# Doxiciclină
Doxiciclina este un antibiotic din clasa tetraciclinelor, fiind utilizat în tratamentul mai multor infecții bacteriene. Printre acestea se numără: acneea, holera, borelioza, clamidioza și sifilisul. Căile de administrare disponibile sunt intravenoasă și orală.
Molecula a fost patentată în anul 1957 și a devenit disponibilă comercial în anul 1967. Se află pe lista medicamentelor esențiale ale Organizației Mondiale a Sănătății.

## Utilizări medicale

### Antibacterian
Pe lângă indicațiile generale ale tetraciclinelor, doxiciclina este frecvent utilizată în tratamentul bolii Lyme, prostatitelor cronice, sinuzitei, bolii inflamatorii pelviene, acneei și acneei rozacee, și infecțiilor cu rickettsii.

## Reacții adverse
Colorarea dinților în roșu sau brun, fotosensibilitate. Nu se poate asocia cu alte medicamente care conțin ioni bivalenți, precum antiacide pe bază de aluminiu sau antianemice pe bază de fier (inactivare reciprocă). Din același motiv nu se poate asocia cu alimente bogate în calciu (lapte, iaurt), inclusiv suplimente alimentare cu calciu.